# Fair Value
Fair Value este o companie românească de IT, integratoare de soluții de business SAP.
Compania a fost înființată în anul 2005 de omul de afaceri Metodiu Mehmet care deține 20% din acțiuni.
Restul acțiunilor sunt deținute de Ionuț Claudiu Florica.
Număr de angajați:
| An       | 2010 | 2009 |
| -------- | ---- | ---- |
| angajați | 27   | 23   |

Cifra de afaceri:
| Anul          | 2010 | 2009 |
| ------------- | ---- | ---- |
| milioane euro | 3,5  | 1,7  |